# Религия в Советской России (до 1929 года)
В первые годы после прихода большевиков к власти в 1917 году их религиозная политика несколько раз меняла своё направление. Устойчивым оставалось желание покончить, в первую очередь, с Русской православной церковью, как главенствующей на момент революции религиозной организацией в стране. Для достижения этой цели большевики пытались, в числе прочего, использовать и другие религиозные конфессии. Однако в целом религиозная политика была последовательно направлена на искоренение религии, как несовместимой с марксистской идеологией.

## 1917—1920 годы
С одной стороны, ряд законодательных актов, принятых сразу после Октябрьской революции, соответствовал модели светского европейского государства. Так, «Декларация прав народов России» предусматривала отмену «всех и всяких национальных и национально-религиозных привилегий и ограничений». Позднее эта норма была закреплена в первой советской Конституции 1918 года.
Также был узаконен институт гражданского (нецерковного) брака, церковь отделена от школы.

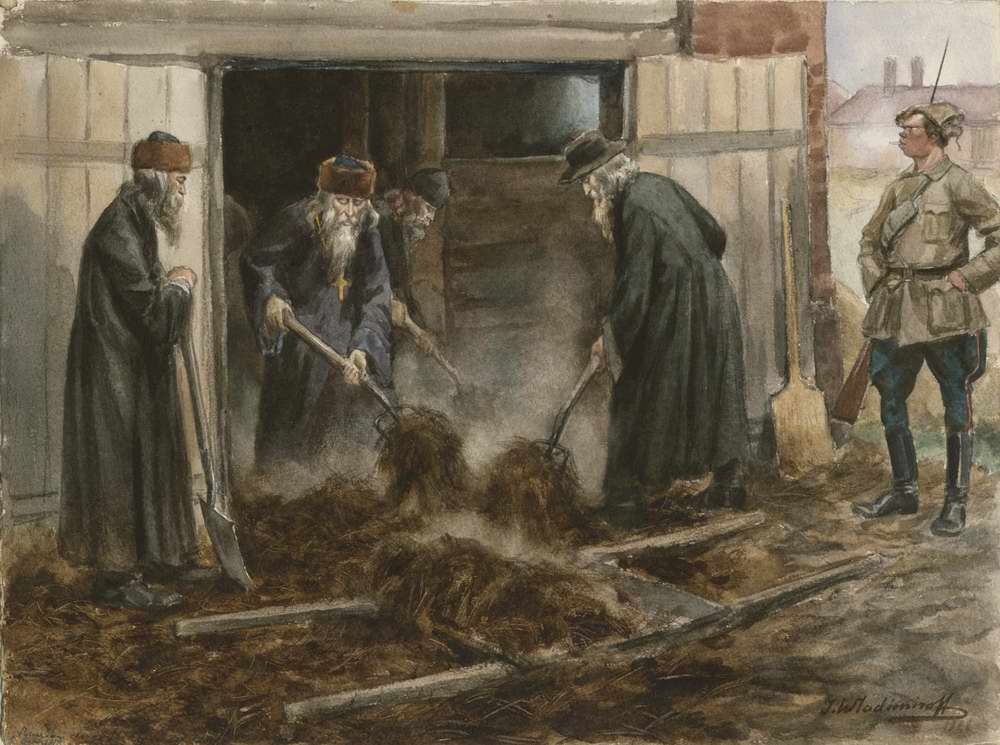
«Русское духовенство на принудительной работе», картина И. А. Владимирова

С другой стороны, большевики с самого начала не скрывали своего враждебного отношения к религии вообще и к Православной церкви, в частности. Так, в ст. 65 той же Конституции 1918 года, исходя из принципа разделения общества на «близкие» и «чуждые» классы, «монахи и духовные служители церквей и культов» лишались избирательных прав. Церковный историк протоиерей Владислав Цыпин пишет: «Православная Церковь была отделена от государства, но при этом не получила прав частного религиозного общества. Принципиальное отличие советского законодательства „о культах“ от правового режима отделения Церкви в таких государствах, как США или Франция, заключалось в последних параграфах „Декрета“, положения которых неизменно воспроизводились в более поздних актах: „Никакие церкви и религиозные общества не имеют права владеть собственностью. Прав юридического лица они не имеют. Все имущества существующих в России церквей и религиозных обществ объявляются народным достоянием“. Храмы, святые иконы, священные сосуды отнимались у Церкви. Церковь лишалась всякой собственности.»

### Указания Ленина о недопустимости оскорбления чувств верующих в ходе борьбы с «религиозными предрассудками»
В. И. Ленин, несмотря на проводимую им политику борьбы с «религиозными предрассудками», в 1918—1921 годах периодически давал указания против оскорбления чувств верующих. Выступая на I Всероссийском съезде работниц 19 ноября 1918 года, он отметил: «Бороться с религиозными предрассудками надо чрезвычайно осторожно; много вреда приносят те, которые вносят в эту борьбу оскорбление религиозного чувства». Аналогичная установка была включена Лениным в проект Программы РКП(б) в 1919 году: «осуществлять фактическое освобождение трудящихся масс от религиозных предрассудков, добиваясь этого посредством пропаганды и повышения сознания масс, вместе с тем заботливо избегая всякого оскорбления чувств верующей части населения…». В «Предложениях к проекту постановления Пленума ЦК РКП(б) о пункте 13 Программы партии» (1921 г.) он указал, что следует: «не выпячивать вопроса о борьбе с религией». Более того, Ленин поддержал просьбы верующих из Ягановской волости Череповецкого уезда содействовать достройке местного храма, заложенного ещё в 1915 году, послав записку председателю Афанасьевского сельсовета В. Бахвалову от 2 апреля 1919 года со словами: «Окончание постройки храма, конечно, разрешается».

### РПЦ
По мнению историка Дмитрия Поспеловского, первоначально Ленин «находясь в плену марксистских представлений, согласно которым религия есть не более чем надстройка над неким материальным базисом», надеялся покончить с РПЦ, просто отняв у неё собственность. Так, Декретом «О земле» 1917 года были национализированы монастырские и церковные земли.
Большевики не приняли определения Поместного Собора РПЦ от 2 декабря 1917 года, устанавливающего привилегии РПЦ перед другими конфессиями (первенствующее публично-правовое положение, сохранение ряда государственных постов только за православными, освобождение от повинностей священников и монахов и т. д.), что ещё более усилило взаимный антагонизм. Однако не все православные поддерживали идею продолжения привилегированного положения РПЦ в новом государстве — были те, кто надеялся на духовное обновление церкви в условиях равноправия.
Вскоре после выхода определения Поместного собора РПЦ (от 2 декабря 1917 года) большевики приняли Декрет об отделении церкви от государства и школы от церкви (23 января (5 февраля) 1918 года), закреплявший светский характер государства. В то же время этот Декрет лишал религиозные организации права юридического лица и права собственности. Все здания, ранее принадлежавшие религиозным организациям, перешли в собственность государства, а сами организации с этого времени стали пользоваться ими на правах бесплатной аренды. Таким образом, религиозные организации лишились юридической и экономической самостоятельности, а государство получило мощный рычаг для давления на них. Такая модель экономических взаимоотношений церкви и государства существовала до самого падения Советского строя.
Однако в самые первые годы своей власти, принимая во внимание Гражданскую войну и религиозность населения, большевики не вели активной кампании по отъему зданий у религиозных организаций.
В марте 1919 года в Новгородской губернии сотрудниками местного ЧК был арестован священник Василий Пятницкий. Ему вменялись в вину неподчинение Советской власти, избиение должностных лиц и т. п. Брат священника Константин Пятницкий написал Ленину подробное письмо, в котором, в частности, отмечал, что «…для многих ношение рясы есть уже преступление». В результате священник остался жив и вскоре вышел на свободу.
Осенью того же года Ленин получил телеграмму с просьбой освободить из-под ареста калужского епископа Михея. По поручению Ленина проверкой этого факта занимались ответственные должностные лица. Выяснилось, что он был арестован как заложник и ни в чем не повинен. После вмешательства главы советского правительства епископ был отпущен.
11 апреля 1919 года Президиум ВЦИК разрешил православной церкви провести пасхальное богослужение в Успенском соборе Московского Кремля.

#### Кампания по вскрытию мощей

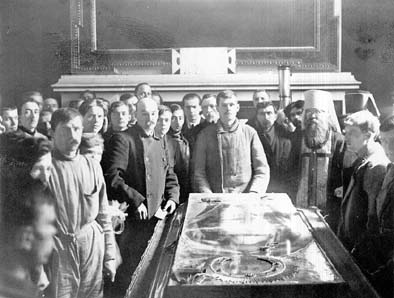
Вскрытие мощей Александра Невского и изъятие драгоценной раки (май 1922 года)

Кампания по вскрытию мощей имела пропагандистский характер и началась осенью 1918 г. со вскрытия в Олонецкой губернии мощей Александра Свирского. Пик кампании пришёлся на 1919—1920 годы, хотя отдельные эпизоды имели место и в 1930-е годы.
16 февраля 1919 года коллегия Наркомата юстиции приняла постановление об организации вскрытия мощей святых на территории России, был определён «порядок их инспекции и конфискации государственными органами». Вскрытие мощей (снятие с них покровов и облачений) осуществляли священнослужители в присутствии медицинских экспертов, представителей местных органов советской власти, Наркомата юстиции. По итогам вскрытия предписывалось составлять акт. После вскрытия и осмотра мощей подписывали акты о внешнем виде мощей и их сохранности: медицинские эксперты, сами священнослужители и представители власти.
Вскрытие мощей сопровождалось фото и киносъёмкой, иногда имело место грубое кощунство со стороны членов комиссий (при вскрытии мощей преподобного Саввы Звенигородского один из членов комиссии несколько раз плюнул на череп святого). Некоторые ковчежцы и раки после освидетельствования с участием представителей церкви попали в государственные музеи, о судьбе многих, изготовленных из драгоценных металлов, больше ничего не было известно (например, 29 марта 1922 года из Донского монастыря была разобрана и изъята многопудовая серебряная рака святителя Алексия Московского). Мощи, как артефакты, затем помещались под стеклянные витрины различных музеев, как правило, музеев атеизма или местных краеведческих музеев.

### Протестанты
Российских протестантов уравнивание в правах с РПЦ полностью устраивало, тем более, что принцип отделения церкви от государства является одним из ключевых для баптистов и родственных им евангельских христиан. Собственности, пригодной для большевистских экспроприаций, у них было немного. А опыт выживания и развития в атмосфере гонений и дискриминации, приобретённый до свержения монархии, в новых условиях давал им определённые преимущества перед РПЦ.
К тому же часть большевистских руководителей во главе с В. И. Лениным и главным большевистским «экспертом по сектантам» В. Д. Бонч-Бруевичем по выражению советско-российского религиоведа Л. Н. Митрохина «заигрывала» с протестантами, стараясь использовать их в своих целях.
«В первые годы главной была задача удержания власти, достижения победы в разгоревшейся гражданской войне. — отмечал Митрохин. — Поэтому мишенью номер один оставалась Русская православная церковь, открыто осудившая Октябрьскую революцию и жестокость Советской власти.<…> Соответственно, официальные публикации о православии были пронизаны непримиримой враждой и классовой ненавистью. В них особый упор делался на „контрреволюционной“ деятельности церкви — часто весьма тенденциозно. Такой тон сохранился и после того, как церковь объявила о своей лояльности. По иному выглядели статьи о сектантах. Хотя попытки привлечь „возмущённых сектантов“ на сторону социал-демократии серьёзных результатов не дали, в обстановке жесточайшей борьбы за выживание большевистское руководство не могло пренебречь „элементами демократического протеста“ и старалось их использовать, особенно в кооперативном строительстве».
На этой волне даже был принят Декрет «Об освобождении от воинской повинности по религиозным убеждениям» от 4 января 1919 года, согласно которому верующий-пацифист по решению суда имел право военную службу заменить альтернативной «санитарной службой, преимущественно в заразных госпиталях, или иной общеполезной работой по выбору самого призываемого» (п. 1) Правда, на практике реализовать эту возможность удавалось далеко не всем, — на местах органы власти часто не знали об этом Декрете или не признавали его, наказывая «дезертиров» вплоть до расстрела. При этом народный суд должен был запросить созданный в октябре 1918 года общественный Объединенный совет религиозных общин и групп об экспертизе — действительно ли вероисповедание призывника запрещает ему проходить военную службу. Народный комиссариат юстиции РСФСР в свою очередь (Постановление от 5 июля 1919 года и Циркуляр от 4 августа 1920 года) ввел ответственность Объединенного совета религиозных общин и групп за достоверность сведений об антивоенных взглядах лиц, желающих уклониться от призыва в армию, а также право народного суда отклонить результаты экспертизы этой организации. 21 декабря 1920 года было опубликовано Постановление Совнаркома, которое лишило Объединенный совет религиозных групп и общин права на экспертизу по ходатайствам об освобождении от воинской повинности. Отныне вопрос освобождения решал исключительно народный суд.
В то же время, как отмечал кандидат исторических наук, старший научный сотрудник Института истории СО РАН историк Андрей Савин, «лояльное отношение к евангельским церквям никогда не было единственной доминирующей линией в большевистской политике. Значительная часть членов партии и органы политической полиции априори бескомпромиссно выступали против „сект“. Они рассматривали деятельность „сектантства“ как „попытку приспособления религии к новым условиям“, „очередную форму антисоветского движения кулаческих элементов в деревне“».
В годы Гражданской войны Советская власть даже пыталась привлечь на свою сторону протестантов, в том числе иностранцев. Конституция РСФСР 1918 года гарантировала предоставление убежища в Советской России всем гонимым за религиозные убеждения.

### Мусульмане
По мнению Дмитрия Поспеловского, в своей борьбе с РПЦ большевики искали поддержку (или хотя бы нейтралитет) также у мусульман и евреев. С этой целью в 1918 году был создан Комиссариат по делам мусульманских народностей, который возглавил татарский революционер Мулланyp Вахитов.

### Евреи
Для евреев была создана «еврейская секция» в ВКП(б). Правда, эта секция представляла не иудаизм, как религию, а евреев, как национальность. Более того, эта секция должна была бороться с иудаизмом и поспособствовать секуляризации евреев. Однако если вопросы закрытия храмов, мечетей и молитвенных домов власти могли решать на местах самостоятельно, то закрыть синагогу можно было только с одобрения еврейской секции ВКП(б).
28 декабря 1920 года появился циркуляр еврейского отдела Наркомпроса о ликвидации хедеров и иешив. После показательных судов в 1921 году над хедером в Витебске и над иешивой в Ростове все еврейские религиозные учебные заведения были официально закрыты. Ряд руководителей и преподавателей иешив вместе со своими учениками эмигрировали.
Однако в течение нескольких лет хедеры и иешивы ещё продолжали подпольную деятельность. В 1922 году Йосеф Шнеерсон, глава любавичских хасидов (6-й Ребе), создал Комитет раввинов, действовавший в полулегальных условиях. В 1923 году антирелигиозная деятельность в отношении иудаизма была в значительной мере приостановлена: к концу 1920-х годов число синагог увеличилось по сравнению с 1917 годом; в Ленинграде в 1927 году было 17 синагог и молитвенных домов против 13 в 1917 году. С 1925 года предоставлять финансовую помощь на религиозное образование начала американская организация Джойнт.

## 1921—1928 годы

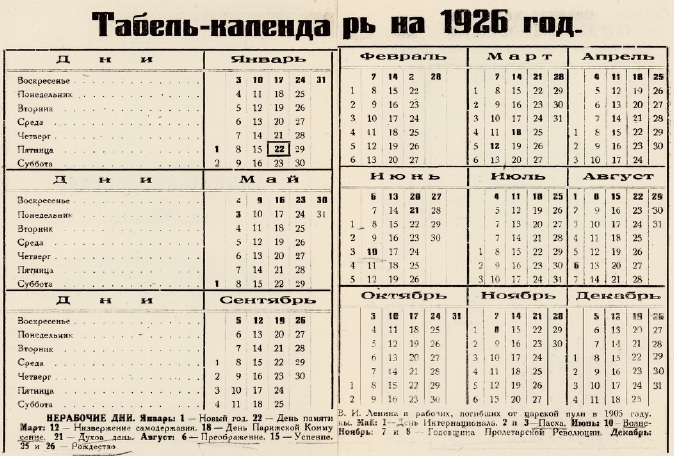
Советский табель-календарь на 1926 год, изданный в Свердловске. В нем как официальные нерабочие дни для всех советских учреждений отмечены 15 дней, из которых 8 дней православных праздников

В октябре 1922 года состоялось первое заседание Комиссии по проведению отделения церкви от государства при ЦК РКП(б), более известной как Антирелигиозная комиссия при ЦК РКП(б). Возглавил комиссию чекист Евгений Тучков. На протяжении 1920-х годов эта комиссия фактически несла единоличную ответственность перед Политбюро ЦК за выработку и осуществление «церковной» политики, за эффективную борьбу с религиозными организациями и их «вредной» идеологией, за координацию деятельности в этой сфере различных партийных и советских органов. В 1921—1925 годах советская власть была установлена на окраинах Российской империи, что привело к изъятию там церковной собственности и прекращению выплат духовенству. Например, в мае 1924 года было заключено советско-китайское соглашение о передаче под совместный контроль КВЖД. В октябре того же года советские представители закрыли на КВЖД церковный отдел и выселили церковнослужителей из служебного жилья.
Иным было отношение советской власти к «сектантам». В 1921 году при Народном комиссариате земледелия была создана Комиссия по передаче свободных земель и бывших помещичьих угодий старообрядцам и сектантским общинам. 5 октября 1921 г. Народный комиссариат земледелия издал воззвание «К сектантам и старообрядцам, живущим в России и заграницей». Им было предложено приступить к созданию коллективных хозяйств на свободных землях Республики. «Сектантские» колхозы действительно создавались на территориях, контролируемых советской властью, но их было немного (менее 150) и большинство из них просуществовало недолго. Их вовсе не возникло в мусульманском Туркестане, на Урале и в Сибири.
Протестанты, в частности баптисты, использовали изменение политики властей для активизации проповеди. В годы Гражданской войны численность баптистов в России резко возросла благодаря активной миссионерской деятельности в том числе зарубежных проповедников. В документах советских органов 1920-х годов присутствуют фантастические цифры о количестве сектантов в России. Например, Ф. Путинцев, отмечая, что пик роста «сектантства» пришёлся на 1919—1921 годы. оценивал его численность так: «Сами сектанты насчитывают в Советской России 35 млн своих единомышленников, то есть по их словам выходит, что третья часть населения состоит из сектантов. На самом деле, по более верным и точным сведениям наших органов, сектантов в Сов. России не 35 млн, а в 2 раза меньше». Некоторые представители протестантов также делали заявления о значительном росте их влияния и численности. Например, в 1923 году на Третьем конгрессе баптистов русская делегация утверждала, что в советской России 5 тыс. баптистских школ, в которых обучается 300 000 мальчиков и девочек.
Быстрое распространение баптизма вызвало тревогу у советских органов, которые уже в 1923 году стали проводить политику, направленную на прекращение деятельности иностранных миссионеров в СССР. Например, уже в начале 1923 года во Владивостоке, где баптистская община очень укрепилась за годы Гражданской войны, были закрыты молитвенные дома, издательство баптистов (уже напечатанные журналы были изъяты со склада), Библейский институт и миссионерские курсы, а иностранные проповедники выехали в Харбин.
Как писала историк Татьяна Никольская, «в СССР фактически отсутствовало равноправие вероисповеданий, поскольку атеизм стал подобием государственной религии, наделенной множеством привилегий, тогда как остальные вероисповедания подвергались преследованиям и дискриминации. По сути, Советский Союз никогда не был светским государством, хотя и декларировал это в своих правовых документах».
Социолог Питирим Сорокин, до 1922 года живший в Советской России, так описывал положение православной церкви в начале 20-х годов: «В духовной жизни России наблюдался процесс великого возрождения. Хотя все остальные здания продолжали постепенно разрушаться, церкви начали восстанавливаться и обновляться».
В 1920-е годы власти еще слабо контролировали похоронное дело, где сохранялись религиозные обряды. К весне 1923 года в 269 городах (без Дальнего Востока) было всего 26 коммунальных похоронных контор (из них 2 не функционировали, а 11 арендовались частными лицами). Даже в Москве в 1926 году из 26 действовавших кладбищ общинам верующих были переданы 14.
До 1929 года включительно ряд религиозных праздников официально считался «особыми днями отдыха». Так в постановлении Уральского областного отдела труда от 18 декабря 1928 года «О праздничных и особых днях отдыха на 1929 год» значились следующие особые дни отдыха:
- Страстная суббота — 4 мая;
- второй день Пасхи — 6 мая;
- Духов день — 24 июня;
- Преображение — 7 августа;
- Рождество — 25 и 26 декабря.

Разница между революционным праздником и особым днем отдыха заключалась в том, что предшествующий революционному празднику рабочий день не мог быть более 6 часов. Предшествующий особому дню отдых рабочий день не сокращался.

### Кампания по изъятию церковных ценностей

Изъятие церковных ценностей в Петрограде. Художник И. А. Владимиров

В 1921—1922 гг., вследствие неурожая, урона, понесенного в результате Гражданской войны, а также политики белогвардейцев и военной интервенции в стране разразился голод. Русская православная церковь с самого начала пыталась организовать благотворительную помощь голодающим. В июле 1921 года патриарх Тихон совместно с писателем Максимом Горьким обратились с воззванием к американскому народу с просьбой помочь нуждающимся. Воззвание было опубликовано в «Нью-Йорк таймс» и других иностранных газетах, а также распространялось советскими дипломатами по дипломатическим каналам. Церковью был предпринят ещё ряд шагов по смягчению последствий голода.
Несмотря на позицию Церкви, под предлогом борьбы с голодом большевики развернули широкомасштабную кампанию по изъятию церковных ценностей. Позднее Иосиф Сталин откровенно восхищался умелым сталкиванием Церкви и голодающих:

Нам удалось противопоставить религиозным стремлениям попов нужды рабочего населения. Вот имеются драгоценности в церкви, нужно их изъять, продать и купить хлеба. Чувства голода, интересы голода противопоставили религиозным стремлениям попов. Это была ловкая постановка вопроса. Это не против по теоретическим соображениям на попов пошли, а на основе голода, недорода, неурожая в стране. Драгоценности в церкви, дайте их, накормим людей, и против этого крыть нечем, возражать нечего, даже самому верующему человеку, — голод.